# 2020年黑龙江省鸡西市食物中毒事件
2020年黑龙江省鸡西市食物中毒事件是2020年10月5日发生在黑龙江省鸡西市鸡东县的食物中毒事件，致9人死亡。

## 经过
10月5日早上，共12人参加了家庭聚餐，家里长辈9人全部食用了酸汤子，该酸汤子食材为该家庭成员自制，且在冰箱中冷冻近一年时间，疑似该食材引发食物中毒。到了中午，食用了酸汤子的人陆续出现身体不适。在玉米面中检出高浓度邦克列酸，同时在患者胃液中亦有检出，初步定性为由椰毒假单胞菌污染产生邦克列酸引起的食物中毒事件。
10日，食用者中已有7人死亡。11日晚，在牡丹江市红旗医院救治的62岁李女士去世，死亡人数升至8人。19日中午，在哈尔滨医科大学附属第二医院治疗的47岁李女士去世，9名中毒者全部死亡。